# Swedcarrier
AB Swedcarrier, svenskt statligt aktiebolag som fram till 2001 var ett uppsamlingsbolag för affärsverket Statens Järnvägars dotterbolag. Från och med 1 januari 2001 blev det ett holdingbolag som startades i samband med bolagiseringen av affärsverket Statens Järnvägar. AB Swedcarrier fusionerades in i dotterbolaget Jernhusen AB 2009.

## Swedcarrier 1983 - 2001
Fram till 2001 var Swedcarrier ett uppsamlingsbolag för affärsverket Statens Järnvägars dotterbolag. Det bildades 1983 genom att dåvarande Svenska Lastbil AB, ett bolag i SJ-koncernen, bytte namn till Swedcarrier. Lastbilsrörelsen bröts sedan ut och lades i ett nybildat dotterbolag, AB Svelast.

### Dotterbolag
| Bolag                         | Verksamhet                                                    | SJ Största Andel | År Från - Till | Kommentar                                                                          | Vid bolagisering 2001 till       |
| ----------------------------- | ------------------------------------------------------------- | ---------------- | -------------- | ---------------------------------------------------------------------------------- | -------------------------------- |
| ASG AB                        | Transport/Logistik Landsvägstransporter                       | 45               |                | Köpte 40 % 1941 1993 45 % Jan 1995 10,3% Avyttrat kvarvarande aktier 1995          |                                  |
| Combitrans Sweden AB          | Spedition, internationella transporter                        | 100              | -              | 1993 40%,1995 57% Jul 95 92%                                                       | Green Cargo                      |
| Hansa Rail GmbH               | Järnvägsbaserade godstransporter mellan Sverige och Tyskland? | 50?              | 1993-          | Tillsammans med Deutsche Bundesbahn (DB)                                           | Green Cargo 50%                  |
| Nordisk Transport Rail AB     | Transporttjänster inom internationell järnvägstrafik          | 100              | Maj 1998 -     | Swedcarrier köpte från Inter Forward (Ratos) (Nordisk Transport, Division Rail??)  | Green Cargo                      |
| Nordwaggon AB                 |                                                               | 50               |                | AB Electrolux 50%                                                                  | Nya AB Swedcarrier 50%           |
| Rail Combi AB                 | Järnvägsbaserade kombitransporter                             | 100              | Juli 1992 -    | Jan 1993 30% till privat investerare 1995 100%                                     | Green Cargo                      |
| Royal Viking Hotel AB         | Hotell                                                        | 75               |                |                                                                                    |                                  |
| Scandlines AB                 | Färjeverksamhet                                               | 100              |                |                                                                                    |                                  |
| SJ Invest AB                  |                                                               |                  |                |                                                                                    |                                  |
| SJ Maskindivision             | Hjulunderhållsverksamheten Notviken                           | 100              | - nov 1997     | Såld till extern köpare                                                            |                                  |
| Sve Rail Italia AB            | Järnvägsbaserade godstransporter mellan Sverige och Italien   | 50               | 1994 -         | 50% italienska Trenitalia S.p.A.                                                   | Green Cargo                      |
| AB Svelast                    | Godstransporter / lager- och terminalhantering                | 100              | 1944/45-       | Följde med Stockholm-Västerås-Bergslagens Järnvägar                                | Green Cargo                      |
| Swebus Gruppen AB / Swebus AB | Bussverksamhet                                                | 100              | 1991 -         | Sammanslagning av all lokaltrafik i ett bolag. Sålt till Stagecoach september 1996 | Sålt innan                       |
| SweFerry AB                   | Färjeverksamhet                                               | 100              |                |                                                                                    |                                  |
| SweMaint AB                   | Underhållsrörelse                                             | 100              |                |                                                                                    | Nya AB Swedcarrier               |
| SweGuide AB                   | Konsultverksamhet IT                                          | 100              | - jan 1997     | Såld till extern köpare                                                            |                                  |
| SwedeRail AB                  | Konsultverksamhet järnväg                                     | 100              |                |                                                                                    | Green Cargo, SJ AB och Euromaint |
| AB SweRe                      | Försäkring                                                    | 100              |                |                                                                                    | SJ AB                            |
| TGOJ AB                       | Underhålls- och trafikrörelse                                 | 100              |                |                                                                                    |                                  |
| AB Trafikrestauranger         | Restaurangverksamhet, Service på tåg                          | 100              |                |                                                                                    |                                  |

Källor för företagsnamn är skrivelser av Regeringen.

## Swedcarrier 2001 - 2009
Vid bolagiseringen av Statens Järnvägar 2001 blev Swedcarrier ett holdingbolag för  Jernhusen AB (f.d. SJ Fastigheter), EuroMaint AB (f.d. SJ Teknik), TraffiCare AB (f.d. SJ Terminalproduktion), och Unigrid AB (f.d. SJ Data)  I Swedcarrier ingick även dotterbolaget SweMaint och intressebolaget Nordwaggon hälftenägt med Electrolux AB.

### Försäljning av dotterbolag
Unigrid såldes i juli 2001 till Cap Gemini Ernst & Young AB och till norska EDB Teamco ett dotterbolagt till EDB Business Partner AS för 218 miljoner SEK. Cap Gemini Ernst & Young AB köpte systemutveckling och underhåll av lösningar för resor, transport och logistik. EDB köpte driftavdelningen med omkring 100 anställda för 117 miljoner NOK.
TraffieCare såldes i augusti 2001 till ISS Sverige AB för 115 miljoner SEK. Verksamheten är numera del av koncernen ISS A/S.
Hälftenägda Nordwaggon AB såldes 2006 till Transwaggon AB.
SweMaint med omkring 275 anställda såldes i juni 2007 till Kockums Industrier AB för 88,3 miljoner SEK och övertagandet av  befintlig nettoskuld 78,3 miljoner SEK.
EuroMaint såldes i juni 2007 till investmentbolaget Ratos AB.

### Fusion med Jernhusen
Den 15 januari 2009 beslutade styrelserna vid Jernhusen och Swedcarrier att AB Swedcarrier skulle upphör som juridisk person genom en omvänd fusion med dotterbolaget Jernhusen AB. Jernhusen hade skulder till Swedcarrier på 500 miljoner SEK och fusionen stärkte balansräckningen för Jernhusen. Swedcarrier hade ställt ut garantier till köpare av bl.a. Nordwaggon, Euromaint och Swemaint dessa övertogs av Jernhusen.